# Volta a la Comunitat Valenciana 2022
La Volta a la Comunitat Valenciana 2022, settantatreesima edizione della corsa e valevole come prima prova dell'UCI ProSeries 2022 categoria 2.Pro, a seguito dell'annullamento della Vuelta a San Juan, causa pandemia di COVID-19, si svolse in 5 tappe dal 2 al 6 febbraio 2022, su un percorso di 778,4 km, con partenza da Les Alqueries e arrivo a Valencia, in Spagna. La vittoria fu appannaggio del russo Aleksandr Vlasov, il quale completò il percorso in 17h56'45", alla media di 41,086 km/h, precedendo il belga Remco Evenepoel e lo spagnolo Carlos Rodríguez.
Sul traguardo di Valencia 116 ciclisti, su 159 partiti da Les Alqueries, portarono a termine la competizione.

## Tappe
| Tappa  | Data       | Percorso                           | km    | Vincitore di tappa | Leader cl. generale |
| ------ | ---------- | ---------------------------------- | ----- | ------------------ | ------------------- |
| 1ª     | 2 febbraio | Les Alqueries > Torralba del Pinar | 166,7 | Remco Evenepoel    | Remco Evenepoel     |
| 2ª     | 3 febbraio | Bétera > Torrent                   | 171,5 | Fabio Jakobsen     | Remco Evenepoel     |
| 3ª     | 4 febbraio | Alicante > Antenas del Maigmó      | 155,1 | Aleksandr Vlasov   | Aleksandr Vlasov    |
| 4ª     | 5 febbraio | Orihuela > Torrevieja              | 193,1 | Matteo Moschetti   | Aleksandr Vlasov    |
| 5ª     | 6 febbraio | Paterna > Valencia                 | 92    | Fabio Jakobsen     | Aleksandr Vlasov    |
| Totale | Totale     | Totale                             | 778,4 |                    |                     |

## Squadre e corridori partecipanti
| N.      | Cod. | Squadra                     |
| ------- | ---- | --------------------------- |
| 1-7     | GFC  | Groupama-FDJ                |
| 11-17   | MOV  | Movistar Team               |
| 21-27   | QST  | Quick-Step Alpha Vinyl Team |
| 31-37   | IGD  | Ineos Grenadiers            |
| 41-47   | UAD  | UAE Team Emirates           |
| 51-57   | TJV  | Jumbo-Visma                 |
| 61-67   | TBV  | Bahrain Victorious          |
| 71-77   | APT  | Astana Qazaqstan Team       |
| 81-87   | BEX  | Team BikeExchange-Jayco     |
| 91-97   | ACT  | AG2R Citroën Team           |
| 101-107 | IPT  | Israel-Premier Tech         |
| 111-117 | BOH  | Bora-Hansgrohe              |

| N.      | Cod. | Squadra                   |
| ------- | ---- | ------------------------- |
| 121-127 | TFS  | Trek-Segafredo            |
| 131-137 | IWG  | Intermarché-Wanty-Gobert  |
| 141-147 | DSM  | Team DSM                  |
| 151-157 | CJR  | Caja Rural-Seguros RGA    |
| 161-167 | BBH  | Burgos-BH                 |
| 171-177 | EUS  | Euskaltel-Euskadi         |
| 181-187 | EKP  | Equipo Kern Pharma        |
| 191-197 | HPM  | Human Powered Health      |
| 201-207 | GAZ  | Gazprom-RusVelo           |
| 211-217 | BWB  | Bingoal Pauwels Sauces WB |
| 221-227 | BBK  | B&B Hotels-KTM            |

## Dettagli delle tappe

### 1ª tappa
- 2 febbraio: Les Alqueries > Torralba del Pinar – 166,7 km

Risultati
| Pos. | Corridore        | Squadra    | Tempo    |
| ---- | ---------------- | ---------- | -------- |
| 1    | Remco Evenepoel  | Quick-Step | 4h16'32" |
| 2    | Aleksandr Vlasov | Bora       | a 16"    |
| 3    | Carlos Rodríguez | Ineos      | a 31"    |

| Pos. | Corridore        | Squadra    | Tempo    |
| ---- | ---------------- | ---------- | -------- |
| 1    | Remco Evenepoel  | Quick-Step | 4h16'22" |
| 2    | Aleksandr Vlasov | Bora       | a 19"    |
| 3    | Carlos Rodríguez | Ineos      | a 37"    |

### 2ª tappa
- 3 febbraio: Bétera > Torrent – 171,5 km

Risultati
| Pos. | Corridore           | Squadra    | Tempo    |
| ---- | ------------------- | ---------- | -------- |
| 1    | Fabio Jakobsen      | Quick-Step | 4h09'51" |
| 2    | J. Sebastián Molano | UAE        | s.t.     |
| 3    | Elia Viviani        | Ineos      | s.t.     |

| Pos. | Corridore        | Squadra    | Tempo    |
| ---- | ---------------- | ---------- | -------- |
| 1    | Remco Evenepoel  | Quick-Step | 8h26'13" |
| 2    | Aleksandr Vlasov | Bora       | a 19"    |
| 3    | Carlos Rodríguez | Ineos      | a 37"    |

### 3ª tappa
- 4 febbraio: Alicante > Antenas del Maigmó – 155,1 km

Risultati
| Pos. | Corridore        | Squadra  | Tempo    |
| ---- | ---------------- | -------- | -------- |
| 1    | Aleksandr Vlasov | Bora     | 4h02'17" |
| 2    | Carlos Rodríguez | Ineos    | a 14"    |
| 3    | Enric Mas        | Movistar | a 21"    |

| Pos. | Corridore        | Squadra    | Tempo     |
| ---- | ---------------- | ---------- | --------- |
| 1    | Aleksandr Vlasov | Bora       | 12h28'39" |
| 2    | Remco Evenepoel  | Quick-Step | a 32"     |
| 3    | Carlos Rodríguez | Ineos      | a 36"     |

### 4ª tappa
- 5 febbraio: Orihuela > Torrevieja – 193,1 km

Risultati
| Pos. | Corridore          | Squadra     | Tempo    |
| ---- | ------------------ | ----------- | -------- |
| 1    | Matteo Moschetti   | Trek        | 4h32'17" |
| 2    | Manuel Peñalver    | Burgos-BH   | s.t.     |
| 3    | Alexander Kristoff | Intermarché | s.t.     |

| Pos. | Corridore        | Squadra    | Tempo     |
| ---- | ---------------- | ---------- | --------- |
| 1    | Aleksandr Vlasov | Bora       | 17h00'56" |
| 2    | Remco Evenepoel  | Quick-Step | a 32"     |
| 3    | Carlos Rodríguez | Ineos      | a 36"     |

### 5ª tappa
- 6 febbraio: Paterna > Valencia – 92 km

Risultati
| Pos. | Corridore          | Squadra     | Tempo    |
| ---- | ------------------ | ----------- | -------- |
| 1    | Fabio Jakobsen     | Quick-Step  | 1h55'49" |
| 2    | Elia Viviani       | Ineos       | s.t.     |
| 3    | Alexander Kristoff | Intermarché | s.t.     |

| Pos. | Corridore        | Squadra    | Tempo     |
| ---- | ---------------- | ---------- | --------- |
| 1    | Aleksandr Vlasov | Bora       | 18h56'45" |
| 2    | Remco Evenepoel  | Quick-Step | a 32"     |
| 3    | Carlos Rodríguez | Ineos      | a 36"     |

## Evoluzione delle classifiche
| Tappa              | Vincitore          | Classifica generale Maglia gialla | Classifica a punti Maglia verde | Classifica scalatori Maglia a pois | Classifica giovani Maglia bianca | Classifica a squadre |
| ------------------ | ------------------ | --------------------------------- | ------------------------------- | ---------------------------------- | -------------------------------- | -------------------- |
| 1ª                 | Remco Evenepoel    | Remco Evenepoel                   | Remco Evenepoel                 | Ben King                           | Remco Evenepoel                  | Bahrain Victorious   |
| 2ª                 | Fabio Jakobsen     | Remco Evenepoel                   | Remco Evenepoel                 | Ben King                           | Remco Evenepoel                  | Bahrain Victorious   |
| 3ª                 | Aleksandr Vlasov   | Aleksandr Vlasov                  | Aleksandr Vlasov                | Ben King                           | Remco Evenepoel                  | Ineos Grenadiers     |
| 4ª                 | Matteo Moschetti   | Aleksandr Vlasov                  | Aleksandr Vlasov                | Ben King                           | Remco Evenepoel                  | Ineos Grenadiers     |
| 5ª                 | Fabio Jakobsen     | Aleksandr Vlasov                  | Fabio Jakobsen                  | Ben King                           | Remco Evenepoel                  | Ineos Grenadiers     |
| Classifiche finali | Classifiche finali | Aleksandr Vlasov                  | Fabio Jakobsen                  | Ben King                           | Remco Evenepoel                  | Ineos Grenadiers     |

Maglie indossate da altri ciclisti in caso di due o più maglie vinte
- Nella 2ª tappa Aleksandr Vlasov ha indossato la maglia verde al posto di Remco Evenepoel.
- Nella 2ª e 3ª tappa Carlos Rodríguez ha indossato la maglia bianca al posto di Remco Evenepoel.
- Nella 3ª tappa Fabio Jakobsen ha indossato la maglia verde al posto di Remco Evenepoel.
- Nella 4ª tappa Carlos Rodríguez ha indossato la maglia verde al posto di Aleksandr Vlasov.
- Nella 5ª tappa Fabio Jakobsen ha indossato la maglia verde al posto di Aleksandr Vlasov.

## Classifiche finali

### Classifica generale - Maglia gialla
| Pos. | Corridore          | Squadra    | Tempo     |
| ---- | ------------------ | ---------- | --------- |
| 1    | Aleksandr Vlasov   | Bora       | 18h56'45" |
| 2    | Remco Evenepoel    | Quick-Step | a 32"     |
| 3    | Carlos Rodríguez   | Ineos      | a 36"     |
| 4    | Enric Mas          | Movistar   | a 50"     |
| 5    | Alejandro Valverde | Movistar   | a 1'02"   |
| 6    | Jakob Fuglsang     | Israel     | a 1'05"   |
| 7    | Luis León Sánchez  | Bahrain    | a 1'14"   |
| 8    | Giulio Ciccone     | Trek       | a 2'00"   |
| 9    | Pavel Sivakov      | Ineos      | a 2'05"   |
| 10   | David de la Cruz   | Astana     | a 2'28"   |

### Classifica scalatori - Maglia a pois
| Pos. | Corridore        | Squadra    | Punti |
| ---- | ---------------- | ---------- | ----- |
| 1    | Ben King         | Human      | 30    |
| 2    | Aleksandr Vlasov | Bora       | 14    |
| 3    | Jan Tratnik      | Bahrain    | 10    |
| 4    | Remco Evenepoel  | Quick-Step | 8     |
| 5    | Carlos Rodríguez | Ineos      | 8     |

### Classifica giovani - Maglia bianca
| Pos. | Corridore        | Squadra    | Tempo     |
| ---- | ---------------- | ---------- | --------- |
| 1    | Remco Evenepoel  | Quick-Step | 18h57'17" |
| 2    | Carlos Rodríguez | Ineos      | a 4"      |
| 3    | Pavel Sivakov    | Ineos      | a 1'33"   |
| 4    | Juan Ayuso       | UAE        | a 3'56"   |
| 5    | Maxime Chevalier | B&B Hotels | a 4'35"   |

### Classifica a punti - Maglia verde
| Pos. | Corridore          | Squadra     | Tempo |
| ---- | ------------------ | ----------- | ----- |
| 1    | Fabio Jakobsen     | Quick-Step  | 62    |
| 2    | Aleksandr Vlasov   | Bora        | 50    |
| 3    | Elia Viviani       | Ineos       | 50    |
| 4    | Alexander Kristoff | Intermarché | 44    |
| 5    | Remco Evenepoel    | Quick-Step  | 42    |

### Classifica a squadre
| Pos. | Squadra               | Tempo     |
| ---- | --------------------- | --------- |
| 1    | Ineos Grenadiers      | 56h56'00" |
| 2    | Bahrain Victorious    | a 31"     |
| 3    | Trek-Segafredo        | a 6'51"   |
| 4    | Astana Qazaqstan Team | s.t.      |
| 5    | Movistar Team         | a 7'02"   |